# Kalskäret (vid Rosala, Kimitoön)
Kalskäret är en ö i Finland. Den ligger i Norra Östersjön eller Skärgårdshavet och i kommunen Kimitoön i landskapet Egentliga Finland, i den sydvästra delen av landet. Ön ligger omkring 75 kilometer söder om Åbo och omkring 150 kilometer väster om Helsingfors i närheten av ön Rosala.
Öns area är 5 hektar och dess största längd är 370 meter i nordväst-sydöstlig riktning.
Klimatet i området är tempererat. Årsmedeltemperaturen i trakten är 6 °C. Den varmaste månaden är augusti, då medeltemperaturen är 16 °C, och den kallaste är januari, med −2 °C.